# Лютерсвіль-Гехлівіль
Лютерсвіль-Гехлівіль (нім. Lüterswil-Gächliwil) — громада  в Швейцарії в кантоні Золотурн, округ Бухеггберг.

## Географія
Громада розташована на відстані близько 20 км на північ від Берна, 13 км на південний захід від Золотурна.
Лютерсвіль-Гехлівіль має площу 3,1 км², з яких на 6,1% дозволяється будівництво (житлове та будівництво доріг), 61% використовуються в сільськогосподарських цілях, 32,9% зайнято лісами, 0% не є продуктивними (річки, льодовики або гори).

## Демографія
2019 року в громаді мешкало 320 осіб (-5,3% порівняно з 2010 роком), іноземців було 3,4%. Густота населення становила 105 осіб/км².
За віковим діапазоном населення розподілялося таким чином: 16,6% — особи молодші 20 років, 59,7% — особи у віці 20—64 років, 23,8% — особи у віці 65 років та старші. Було 143 помешкань (у середньому 2,2 особи в помешканні).
Із загальної кількості 183 працюючих 19 було зайнятих в первинному секторі, 13 — в обробній промисловості, 151 — в галузі послуг.